# Eupithecia ritaria
Eupithecia ritaria là một loài bướm đêm trong họ Geometridae.